# Nibe
Nibe é um município da Dinamarca, localizado na região norte, no condado de Nordjutlândia.
O município tem uma área de 185 km² e uma  população de 8 173 habitantes, segundo o censo de 2004.